# 5e division de la Garde (Empire allemand)
Pour les articles homonymes, voir 5e division.
La 5e division de la Garde est une unité de l'armée allemande créée au cours de la Première Guerre mondiale. En 1917, elle est engagée peu après sa création dans la bataille du Chemin des Dames puis dans la bataille de la Malmaison. En 1918, la division fait partie des divisions d'assaut et attaque lors de l'offensive Michael et de la bataille de l'Aisne. Elle est ensuite impliquée dans les différents combats défensifs de l'été et de l'automne 1918, elle combat en Argonne à la bataille de Montfaucon. Après la signature de l'armistice, la division est transférée en Allemagne où elle est dissoute au cours de l'année 1919.

## Première Guerre mondiale

### Composition

#### 1917
- 2e brigade d'infanterie de la Garde

3e régiment de grenadiers de la Garde
3e régiment à pied de la Garde
20e régiment d'infanterie
- 1 escadron du 2e régiment d'uhlans de la Garde
- 5e commandement d'artillerie de la Garde

4e régiment d'artillerie de campagne de la Garde
- 100e bataillon de pionniers

#### 1918
- 2e brigade d'infanterie de la Garde

3e régiment de grenadiers de la Garde
3e régiment à pied de la Garde
20e régiment d'infanterie
- 1 escadron du 2e régiment d'uhlans de la Garde
- 5e commandement d'artillerie de la Garde

4e régiment d'artillerie de campagne de la Garde
1re bataillon du régiment d'artillerie à pied de réserve de la Garde
- 100e bataillon de pionniers

### Historique
La 5e division de la Garde est formée en février 1917 par le regroupement d'unités déjà existantes : le 3e régiment à pieds de la Garde en provenance de la 1re division de la Garde, le 3e régiment de grenadiers de la Garde « reine Elisabeth » en provenance de la 2e division de la Garde et le 20e régiment d'infanterie « comte Tauentzien von Wittenberg » (3e régiment d'infanterie brandebourgeois) en provenance de la 212e division d'infanterie.

#### 1917
- février - 7 mars : formation de la division ; instruction. En réserve de l'OHL.
- 8 mars - 5 avril : en ligne sur l'Aisne.
- 6 avril - 4 mai : engagée à partir du 16 avril dans la bataille du Chemin des Dames entre Craonne et Hurtebise avec de lourdes pertes.
- 4 mai - 5 juin : retrait du front et occupation d'un secteur calme vers Prémontré.
- 6 juin - 7 juillet : retrait du front, repos au nord de Laon puis à partir du 20 juin dans la région de Sissonne.
- 7 - 27 juillet : en ligne dans le secteur du Chemin des Dames ; le 19 juillet, attaque sur le plateau de Californie avec de lourdes pertes.
- 27 juillet - 20 août : retrait du front, reconstitution et repos dans la région de Mauregny-en-Haye puis de Barenton-sur-Serre ; puis instruction dans la région de Chivy-lès-Étouvelles.
- 20 août - 1er novembre : relève de la 43e division de réserve dans le secteur du Chemin des Dames entre Le Panthéon et La Royère.

23 - 25 octobre : engagée dans la bataille de la Malmaison, les pertes sont très lourdes.
- 1er - 20 novembre : retrait du front ; repos dans la région de Vervins.
- 20 novembre 1917 - 10 janvier 1918 : occupation d'un secteur du front vers Hargicourt, engagée dans la bataille de Cambrai jusqu'au 7 décembre.

#### 1918
- 10 janvier - 14 février : retrait du front, mouvement vers Fourmies ; manœuvres et instruction, en réserve de l'OHL.
- 14 février - 4 mars : mouvement vers Avesnes-les-Aubert ; repos.
- 5 - 23 mars : marche par étapes de nuit vers Saint-Quentin puis vers Homblières, Dallon, Happencourt, Tugny-et-Pont. Franchissement du canal Crozat entre Ham et Saint-Simon le 23 mars.
- 23 - 29 mars : engagée dans l'offensive Michael, relève de la 45e division de réserve vers Golancourt, combats violents ; à partir du 24 mars, mise en réserve dans la région du Plessis-Patte-d'Oie.

28 mars : mouvement par Flavy-le-Meldeux, Écuvilly, Catigny, Candor.
29 mars : entrée en ligne à l'ouest de Lassigny, relève de la 1re division d'infanterie bavaroise.
- 30 mars - 10 avril : le 30 mars, attaque à l'ouest de Roye-sur-Matz le long de la voie ferrée mais repoussée par des contre-attaques alliées. Occupation d'un secteur vers Roye-sur-Matz et Beuvraignes. À partir du 4 avril, la division est relevée. Déplacement par étapes vers Laon.
- 10 avril - 26 mai : à partie du 24 avril, réorganisation de la division ; repos et instruction dans la région de Rozoy-sur-Serre. Mouvement par étapes de nuit vers le front de l'Aisne, occupation d'un secteur à partir du 26 mai entre Corbeny et le plateau de Californie.
- 27 - 30 mai : engagée dans la bataille de l'Aisne, attaque et percée en direction de Guyencourt, Fismes, Crugny, Cierges, Vincelles.
- 31 mai - 7 juin : repos en seconde ligne vers Grisolles et Beuvardes.
- 7 - 30 juin : en ligne à l'ouest de Château-Thierry vers Hautevesnes et Torcy-en-Valois, combat la 2e division d'infanterie américaine lors de la bataille du bois Belleau, avec de pertes très lourdes[n 1].
- 1er - 17 juillet : retrait du front ; reconstitution et repos vers Torcy-en-Valois.
- 17 juillet - 8 août : engagée dans la seconde bataille de la Marne, combats d'arrière-garde lors du repli allemand sur Monthiers puis sur Grisolles.

29 juillet - 2 août : la division continue les combats défensifs lors de son repli vers Blanzy-lès-Fismes.
2 - 8 août : retrait du front ; repos dans la région de Bruyères-et-Montbérault.
- 8 - 31 août : mouvement en Belgique par Marle et Hirson ; repos.
- 31 août - 3 septembre : mouvement par V.F. vers Laon et Crépy-en-Laonnois, puis mouvement par étape vers Vauxaillon.
- 3 - 16 septembre : relève de la 238e division d'infanterie vers Leuilly-sous-Coucy, engagée à partir du 14 septembre dans la bataille de Vauxaillon avec des pertes très lourdes.
- 17 - 24 septembre : retrait du front, repos dans la région de Saint-Juvin.
- 25 septembre - 8 octobre : mouvement vers Montblainville ; à partir du 27 septembre, engagée dans la bataille de Montfaucon. Combats très violents, le 3e régiment de grenadiers de la Garde est pratiquement anéanti.
- 9 octobre - 11 novembre : retrait du front, puis mouvement à partir du 19 octobre dans la Woëvre, occupation d'un secteur vers Châtillon-sous-les-Côtes. Après la signature de l'armistice, la division est transférée en Allemagne où elle est dissoute au cours de l'année 1919.

## Chefs de corps
| Grade        | Nom                        | Date                          |
| ------------ | -------------------------- | ----------------------------- |
| Generalmajor | Walter von der Osten       | 11 janvier 1917 - 3 mars 1918 |
| Generalmajor | Walter von Haxthausen (de) | 4 mars 1918 - 12 janvier 1919 |